# ایتاکا ۱۱۵۱
سیارک ۱۱۵۱ (به انگلیسی: 1151 Ithaka، نامگذاری:1929RK) هزار و صد و پنجاه و یکمین سیارک کشف شده‌است که در ۸ سپتامبر ۱۹۲۹ و در هایدلبرگ کشف شد.
قدر مطلق سیارک برابر ۱۲٫۷۰ است.